# 黄克诚
黄克诚（1902年10月1日—1986年12月28日），原名黄时瑄，男，湖南永兴人，中国工农红军及中国人民解放军主要领导人之一，中国人民解放军大将。中国共产党、中华人民共和国政治人物，原副国级领导人。曾任中央书记处书记，中国人民解放军总参谋长。
黄克诚早年加入中国共产党，并在国民革命军唐生智部任职，参与北伐。之后参与领导湘南起义，之后陆续担任中央红军红四军第12师第35团团长、红五军、红三军团政治部主任等，随后跟随主力进行战略转移，并到达陕北，担任红一方面军政治部和红军总政治部部长。八年抗戰期间，陆续担任八路军115师第344旅、第二、四、五纵队政委，新四军第3师师长兼政委等职位，并参与创建苏北抗日根据地。第二次国共内战期间，任东北民主联军副司令员兼后勤司令员、政委，东北野战军第二兵团政委。中华人民共和国成立前后，其历任天津市委书记、湖南省委书记、中国人民解放军总参谋长等职位。1959年庐山会议期间，因直言批评大跃进和人民公社化运动，被诬陷为“彭德怀反党集团”成员而被撤职受迫害。“文革”后复出，任中纪委书记等。1986年12月28日11时15分，黄克诚在北京去世。

## 生平

### 早期革命与红军时期
1902年10月1日，黄克诚出生于湖南永兴油麻圩下青村贫农家庭。1922年，考入湖南省立第三师范学校。随后于1925年，加入中国共产党。此后赴广州考入国民党中央政治讲习班。1926年，入伍加入国民革命军第8军唐生智部，参与北伐，参加了攻克汉阳、汉口、鸡公山、武胜关等战斗。1927年，国共合作破裂，黄克诚受中共湖南省委派遣到湘南从事革命筹备活动。
1928年1月，黄克诚组织参与湘南起义，领导湖南永兴暴动，任永兴红军警卫团党代表兼参谋长。4月，随朱德、陈毅进入井冈山，任中国工农红军红四军第12师第35团团长，后改任第2路游击司令，率部返回湘南开展游击。1929年春，到国民革命军唐生智旧部做兵运工作。1930年2月，奉派前往湘鄂赣苏区，先后任红5军大队、支队政委，率部参加攻打平江、修水和阳新战斗。在攻打修水时，黄克诚手持大刀、身先士卒登上云梯攻入城内。6月，陆续担任红3军团第5军第3纵队第2支队、第8军第4师第3团政委，先后率部参加岳阳、平汉战斗和长沙战役以及红一方面军二打长沙战役。年底，率部参加中央苏区第一次反围剿作战。 
1931年1月，黄克诚任红3军团第4师政治部主任，代理师政委。4月，调任第3师政委兼政治部主任，率部参加中央苏区第二次反围剿作战。7月，率部参加第三次反围剿作战，期间因保护部下免遭肃反以“AB团”为名义杀害而拒绝执行肃反委员会命令，多亏彭德怀直接干预，黄克诚险些被捕遇害。同年12月，任红3军团第1师政委。1932年1月，黄克诚率部参加赣州战役期间，因上级错误指挥，部队陷入重围，黄克诚果断指挥部队抗击并及时转移脱离险境。3月，任红3军团第5军政治部主任，所部编入东路军进入福建作战。7月，率部参加池江及大余战斗。8月，参加水口、乐宜战役。9月，复任第3师政委。10月宁都会议后，因支持毛泽东主张而被降职，调任红3军团政治部宣传部长、组织部长、第5师政治部主任，参加了第四次反围剿作战和东方军入闽作战。1933年11月，任红3军团第4师政委，率部参加第五次反围剿作战。
1934年10月，因为反围剿作战失败，黄克诚跟随红军主力长征，率红3军团第4师担任前卫参加湘江战役，掩护中央机关和后续部队顺利渡过湘江。1935年2月，任缩编后的红3军团第10团政委，率部参加土城、娄山关和二打遵义等战斗。红军到达陕北后，他出任军委卫生部长。1936年2月，任红一方面军政治部和红军总政治部组织部部长，参加东征战役。5月，任红1军团第4师政委，率部参加西征；11月，率部参加山城堡战役。

### 抗日战争时期

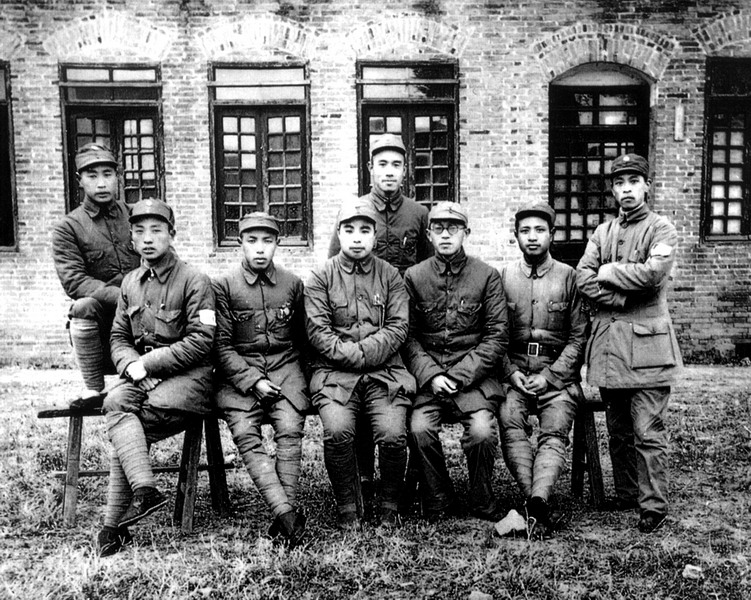
1940年，八路军第五纵队司令员兼政委黄克诚（前排右三）同其他干部合影

1937年初，西安事变和平解决，第二次国共合作开始。同年8月，黄克诚任八路军总政治部组织部部长。10月，担任八路军第115师第344旅政委兼太南军政委员会书记，与旅长徐海东率部转战晋冀豫，开辟太行山南段抗日根据地，坚持敌后游击战争，参加了晋东南反“九路围攻”战役，并参与指挥牛村、温汤、虒亭、张店、町店等战斗。
1938年9月，与代旅长杨得志率八路军第344旅发起彰南战役，出击平汉路西侧地区。1939年初，黄克诚领导创建冀鲁豫抗日根据地，率部挺入河北、山东。1940年2月，任八路军第2纵队政委兼冀鲁豫军区司令员、冀鲁豫军政委员会书记，率部参加磁武涉林战役，随后与国军石友三部主力发生摩擦，并歼灭对方部队。5月，率主力一部南下进入河南、安徽等地，任八路军第4纵队政委。8月，东进安徽东北，组建八路军第5纵队，并任司令员兼政委。10月，率主力部队驰援新四军黄桥战役，并与新四军北上部队会师于淮海、盐阜地区，开辟苏北抗日根据地，打通华北、华中抗日根据地的联络。
1941年1月，黄克诚任新四军第3师师长兼政委和苏北军区司令员兼政委、苏北区党委书记，领导苏北军民开展敌后游击战争。1943年后，相继参与指挥淮海1943年夏季战役、苏中1944年攻势作战，使苏北和苏中、淮南、淮北解放区联成一片。1945年4月，他发动阜宁战役，攻占阜宁。9月，指挥部队发起两淮战役，攻占淮阴、淮安。

### 第二次国共内战时期
1945年9月14日，黄克诚向中共中央提出创建东北战略根据地的建议。月底，奉命率新四军第3师主力三万五千余人进军东北，参加东北根据地的创建。1946年1月，任西满军区司令员、中共西满分局副书记、代理书记。3月，指挥所部攻占四平、长春、齐齐哈尔等地。4月，新四军第3师主力参加第二次四平战役。1946年6月26日国共内战正式爆发。1946年6月28日西满分局书记兼西满军区政委李富春、分局副书记兼西满军区司令员黄克诚致电中共中央：“第二次世界大战中，全世界各国人民的势力有了大的发展，以美国为中心的帝国主义与以苏联为中心的人民势力的矛盾更加尖锐了。但战后的人民力量并没能形成大规模的像第一次世界大战后的解放运动，帝国主义也未发生像那时的严重危机。在中国八年抗战中，人民的势力也得到空前的发展与壮大，中国整个反革命势力在抗战中是削弱了，但反革命的中心势力蒋介石的力量在战后则是加强了。基于上述分析，党的方针是力求保存力量，等待时机。具体办法是：需让步以达和平，需拖延以待时机，需坚决打下去以分胜负。目前已到和战最后关头。估计蒋介石不会因我们让步放下屠刀，这样则不如采取坚决打下去的方针。这个方针也危险，胜利把握不大，但如打得好可能打打停停，可以长期坚持以待国内外的根本变化。”1946年7月6日毛泽东复电《对付美蒋的主要政策不是让步而是斗争》
| 李、黄： 时局分析电收到。你们分析中许多观点是合乎实际的，是好的，但缺点是对美帝国主义及蒋介石的困难条件估计不足，同时对国际国内人民民主力量所具备的顺利条件也估计不足。第二次大战后，各国革命力量所处的地位是比第一次大战后要好得多，而不是要差些。对美蒋的压力与要求，我们应当有所让步，但主要的政策不是让步而是斗争。如果我党既有相当的让步，而对其无理压迫与无理要求又能出以坚决的斗争，则其结果比较付出更多更大的让步反而要好些；如无坚决斗争精神，则结果将极坏。 毛泽东 七月六日 |

1947年8月，任东北民主联军副司令员兼后勤司令员、政委，主持东北民主联军后勤工作。1948年4月，任中共冀察热辽分局书记兼军区政委、东北野战军第2兵团政委。1949年1月，天津战役结束后，黄克诚任天津市军事管制委员会主任、中共天津市委书记，提出“接管建政，安定秩序，恢复生产，进行民主改革”的工作方针。
1949年3月，在湖南尚未解放之时，中共中央就决定成立中共湖南省委，任命天津市委书记黄克诚为湖南省委书记，王首道为副书记，任命时任北平市委秘书长的湖南平江人石磊为中共长沙市委书记并恢复原名曹瑛。4月上旬，黄克诚报请中共中央批准后，调前冀察热辽中央分局干部到天津集结，5月17日组成“中国人民解放军第四野战军湘江大队”，1949年5月26日乘火车从天律出发南下湖南。湘江大队下设四个中队：
- 一中队由湖南省委机关人员组成
- 二中队由湖南省政府机关人员组成
- 三中队由长沙市委、市政府机关人员组成
- 四中队由公安系统人员组成
- 六中队由朱九思带队的冀察热辽中央分局机关报《群众日报》的26名成员组成

山西专门组建的“晋中南下区党委”组织部长阎子祥抵开封后，被中原局任命为长沙市委副书记、市长。1949年5月，中共湖南省委领导班子在开封正式组建，省委书记黄克诚，省委副书记王首道、金明、省委宣传部长周小舟、长沙市委书记曹瑛、长沙市长阎子祥。先期到达的山西、山东等南下工作团，中原大学学生编入湘江大队，由天津出发时的四个中队扩充为四个大队，金明任湘江大队部司令员兼政委，柴沫任参谋长。
- 一大队由湖南省委机关人员组成
- 二大队由湖南省政府机关人员组成
- 三大队由湖南省公安厅机关人员组成
- 四大队由长沙市党政机关人员组成。四大队大队长阎子祥，政委由曹瑛担任，副大队长程萍（长沙市委副书记兼首任公安局长）
  - 长沙市委系统为一中队
  - 长沙市政府系统为二中队
  - 长沙市公安局系统为三中队（又称南下公安队），领队是辽宁省公安厅厅长夏印和天津市公安局四分局局长王丕敏，队员有艾群、巩华、王甸彬等149人。

1949年6月上旬，湘江大队分多路先后到达武汉。6月15日，湖南省人民政府、长沙市军事管制委员会领导名单在汉口宣布，同时确定了长沙、常德、衡阳、邵阳、永州等专区及所在各县的领导班子。 “凡5万人口以上城市须设立军管会”。
1949年8月5日晚，中国人民解放军第四野战军第四十六军第138师从长沙东郊东屯渡进城，长沙和平解放。1949年8月9日，中国人民解放军湖南军区成立，萧劲光任司令员，黄克诚任政委；同日，长沙警备司令部成立，第138师师长解沛然（解方）任司令员，曹瑛兼政委。8月19日，长沙市军事管制委员会成立，主任为萧劲光，副主任是陈明仁、王首道。8月20日，南下省委与地下党湖南省工委胜利会师，合并组成新的湖南省委，黄克诚担任书记。8月22日，长沙市人民政府成立，市长为阎子祥。8月25日，南下市委与地下党长沙市工委胜利会师，合并组成新的长沙市委，书记由曹瑛担任。:5。
1949年8月2日，以华国锋为首的晋中南下工作团第一大队第五中队112名队员乘船到达湘阴县城。

### 中华人民共和国成立后

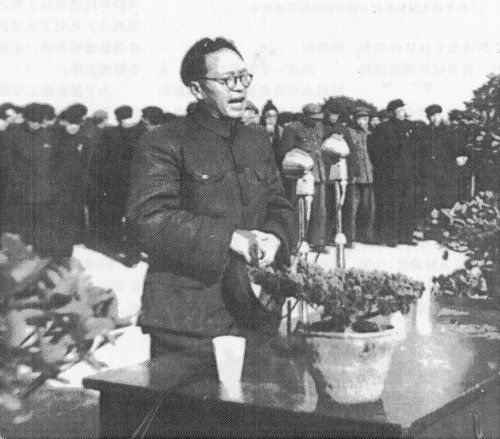
1952年，黄克诚在湖南长沙群众集会上讲话

中华人民共和国建立后，1952年，黄克诚从地方调入中央，担任中国人民解放军副总参谋长兼总后方勤务部部长、政委、主持建立部队后勤工作的规章制度，筹备朝鲜战争及国防建设的后勤供应工作。1954年9月，任中共中央军委秘书长、国防部副部长，协助彭德怀主持军委和国防部工作，实施军队精简整编和改革，调整组织机构。1955年9月，黄克诚被授予中国人民解放军大将军衔，并获一级八一勋章、一级独立自由勋章、一级解放勋章。
1958年，黄克诚参与对粟裕的批判。10月，黄克诚兼任中国人民解放军总参谋长。庐山会议期间，因直言批评大跃进和人民公社化运动，被诬陷为“彭、黄、张、周反党集团”成员而被撤销党内、军内领导职务，在家赋闲。
1962年，参加中共八届十中全会，但中途被勒令退出，此后被剥夺出席中央全会的权利。1965年，被贬为山西省人民委员会副省长。在文化大革命期间受到迫害。1975年，被按人民内部矛盾处理，安置在太原。1977年12月复出，出任中共中央军委顾问。1978年12月，十一届三中全会后，任中国共产党中央纪律检查委员会常务书记，组织纠正了中国共产党及中国人民解放军内的冤假错案。
1980年11月，发表讲话，评价与维护毛泽东的历史地位和毛泽东思想体系，对统一中共全党的思想起了积极的作用。
1985年9月，由于健康原因，辞去领导职务。晚年著有《黄克诚自述》。
1986年12月28日11时15分，因病在北京逝世，享年84岁。党对其的评价为“久经考验的忠诚的共产主义战士，党和军队卓越的领导人，杰出的无产阶级革命家、军事家。”

## 著作
- 《黄克诚回忆录》上册，1989解放军出版社
- 《黄克诚军事文选》2002解放军出版社
- 《黄克诚自述》2004年人民出版社

## 家庭
- 妻子唐棣华
- 长女黄楠（1942-），物理学家
- 长子黄煦（1943-），工程师
- 次子黄晴，记者
- 次女黄梅，英语语言文学教授

## 担任职务
中共第七届中央委员会候补委员、中央委员（二中全会递补），第八届中央委员、十一届（三中全会增选）中央委员。第八届中央书记处书记（十中全会撤销）。第十一届中央纪委常务书记，十二届中央纪委委员、常委、第二书记（至1985年中共全国代表会议）。1956年11月至1959年8月任中央军委委员。